# Masakazu Tashiro
Masakazu Tashiro (田代 真一?, Tashiro Masakazu; Meguro, 26 giugno 1988) è un calciatore giapponese, difensore del Sagamihara.